# The Best of the Eighties
The Best of the Eighties to pierwsza składanka zespołu heavymetalowego Grave Digger, zawierająca zbiór utworów z wczesnego okresu twórczości grupy. Wydana w 1993 roku przez Noise Records.

## Lista utworów
1. Heavy Metal Breakdown – 3:42
2. Shoot Her Down – 3:40
3. Get Away – 3:00
4. Paradies – 4:13
5. (Enola Gay) Drop The Bomb – 3:27
6. Back from the War – 5:36
7. Witch Hunter – 4:23
8. Keep On Rockin' – 3:05
9. 2000 Lightyears from Home – 2:55
10. Heaven Can Wait – 3:34
11. Headbanging Man – 3:10
12. Night Drifter – 3:11
13. We Wanna Rock You – 3:39
14. Yesterday – 5:07
15. Don't Kill the Children – 3:19
16. Tears of Blood – 2:38
17. Girls of Rock 'N' Roll – 3:42